# Lisa Børud
Lisa Børud (23 februari 1996) is een Noorse zangeres van christelijke liederen.

## Biografie
Lisa komt uit een muzikaal gezin: haar vader vormde met enkele familieleden het bandje Børudgjengen (Børudgroep). Haar opa Arnold was producer met zijn eigen studio waar ook de lp's van Børudgjengen werden opgenomen. Tegenwoordig schrijft hij de teksten voor de nummers van Lisa. Haar vader Thomas is de producent en maakt de melodieën.
Toen Lisa 5 jaar was kwam haar eerste album uit: 'Lisa Børud', waarvan ongeveer 10.000 exemplaren zijn verkocht. In de loop der jaren volgden nog 6 cd's, een dvd en een verzamelalbum. Op de albums staan onder meer ook duets met haar moeder Elin en haar zusje Sofie, die ook een eigen album heeft.

## Discografie
| Jaar | Titel                  | Vertaalde titel            |
| ---- | ---------------------- | -------------------------- |
| 2001 | Lisa Børud             |                            |
| 2003 | Hjertevenn             | Hartsvriendin              |
| 2003 | God Jul                | Goede Kerst                |
| 2004 | Så Takknemlig          | Zo dankbaar                |
| 2004 | Snikkelora (dvd)       | Snikkelora                 |
| 2006 | I Dag                  | Vandaag                    |
| 2007 | Favoritter             | Favorieten (Verzamelalbum) |
| 2008 | Bli Med                | Ga mee                     |
| 2010 | Mitt Valg              | Mijn keuze                 |
| 2011 | 10 Musikkvideoer (dvd) | 10 muziekvideo's           |

## DM-Dancers
Lisa Børud is ook lid van de groep DM-dancers, een zang- en dansgroep uit het zuidoosten van Noorwegen.